# تیواستامید
تیواستامید (به انگلیسی: Thioacetamide) با فرمول شیمیایی C۲H۵NS یک ترکیب شیمیایی با شناسه پاب‌کم ۲۷۲۳۹۴۹ است. که جرم مولی آن ۷۵٫۱۳ g/mol می‌باشد. شکل ظاهری این ترکیب، بلورهای بی‌رنگ و بی‌بو است.
تیواستامید که به دلیل کاربردها و خواص متنوع آن مورد توجه جامعه علمی قرار گرفته است. معمولاً در محیط های آزمایشگاهی به عنوان یک معرف برای سنتز آلی، به ویژه در تهیه تیازول ها و سایر ترکیبات حاوی گوگرد استفاده می شود. تیواستامید همچنین به دلیل نقش خود در تحقیقات بیوشیمیایی شناخته شده است، جایی که از آن برای القای آسیب کبدی در مدل های حیوانی برای مطالعه سمیت کبدی و فرآیندهای بازسازی کبد استفاده می شود. توانایی این ترکیب برای هدف قرار دادن انتخابی سلول‌های کبدی، آن را به ابزاری ارزشمند برای بررسی بیماری‌های مختلف مرتبط با کبد و درمان‌های بالقوه تبدیل می‌کند.
در حالی که استفاده اولیه تیواستامید در قلمرو تحقیقات علمی است، در صورت استفاده نادرست یا استفاده نادرست خطرات بالقوه‌ای را نیز به همراه دارد. این ترکیب به‌عنوان سمی طبقه‌بندی می‌شود و در صورت قرار گرفتن در معرض پوست یا بلعیدن می‌تواند برای سلامتی خطرات ایجاد کند، که بر اهمیت رعایت پروتکل‌های ایمنی مناسب هنگام کار با آن تاکید می‌کند. با وجود این اقدامات احتیاطی، تیواستامید منبعی ضروری برای محققانی است که به دنبال کشف مکانیسم‌های پیچیده زیربنایی عملکرد و آسیب شناسی کبد هستند.